# تل جلبوع
تل جلبوع (بالعبرية: טל גלבוע‏) هي ناشطة إسرائيلية في تحرير الحيوان ونباتية. في عام 2013، أسست جبهة تحرير الحيوانات الإسرائيلية، التي أعيدت تسميتها بـ«التحرير الشامل» في عام 2018. فازت جلبوع بـ هآه هجادول 6 وهو الموسم السادس من النسخة الإسرائيلية من برنامج الواقع بيغ براذر.
خلال عام 2019، انضمت جلبوع إلى حزب الليكود ولكن لم يتم اختيارها لتكون جزءً من الكنيست. لقد عينها رئيس الوزراء بنيامين نتنياهو كمستشارة في قضايا حقوق الحيوان.

## روابط خارجية
- [http://www.imdb.com/name/nm6762822/ Tal Gilboa

] في قاعدة بيانات الأفلام على الإنترنت